# ヨコハマ・みなとみらいパス
ヨコハマ・みなとみらいパスは、東日本旅客鉄道が発行している特別企画乗車券である。

## 発売期間および有効期間
- 発売期間：通年
- 有効期間：1日間
- 2009年6月1日より発売開始。引き替えに横浜フリーきっぷ（+あかいくつバス）が2009年5月31日をもって発売終了。
- 2019年9月1日発売分から交通系ICカードのSuica、2022年3月12日からモバイルSuicaにも搭載できるようになった[1][2]。
- みどりの窓口での発売は、2022年3月31日をもって終了し、翌4月1日からは指定席券売機・自動券売機のみとなる。

## 通用範囲
以下の区間が乗り降り自由である。ただしJRの企画乗車券であるため、例えば東急東横線横浜駅から直通列車で乗り越した場合などを含み、みなとみらい線内の駅では購入できない。
- 根岸線横浜駅 - 新杉田駅間の快速列車を含む普通列車自由席。
- 横浜高速鉄道みなとみらい線全線(横浜駅 - 元町・中華街駅間)。